# Sondre Sørløkk
Sondre Sørløkk (* 8. Mai 1997 in Storås) ist ein norwegischer Fußballspieler. Der Mittelstürmer steht seit 2023 beim Fredrikstad FK unter Vertrag und trägt die Rückennummer 13.

## Karriere
Seine ersten fußballerischen Schritte machte Sørløkk beim IL Dalguten in seiner Heimatstadt Storås, bevor er zum Meldal FK wechselte.
Beim Meldal FK durchlief Sørløkk einige Jugendteams und debütierte für dessen erste Mannschaft am 12. April 2013 im Alter von 15 Jahren. Bei der 2:3-Auswärtsniederlage in der vierthöchsten norwegischen Liga gegen IL Stjørdals-Blink wurde er in der 88. Spielminute eingewechselt. Bis Ende Juli kam er in insgesamt zwölf Partien zum Einsatz. Bei seinem letzten Einsatz für den Klub erzielte er sein erstes Herrentor; bei der 2:7-Heimniederlage, erneut gegen IL Stjørdals-Blink, gelang ihm in der 6. Minute der zwischenzeitliche Ausgleichstreffer zum 1:1.
Im Sommer 2013 wechselte er zum Orkla FK. Sein erstes Spiel für den neuen Klub absolvierte er am 10. August 2013; bei der 3:4-Niederlage, ausgerechnet gegen seinen Ex-Klub Meldal FK, wurde er in der 85. Spielminute eingewechselt. Sein erstes Tor erzielte er am 25. August 2013; beim 7:0-Auswärtssieg bei der zweiten Mannschaft von Byåsen TF erzielte Sørløkk das Tor zum Endstand. In der Saison 2013 absolvierte er neun Partien in der vierthöchsten Spielklasse und erzielte dabei ein Tor. Bis Sommer 2016 folgten 65 weitere Ligaspiele, wobei ihm 31 Tore gelangen.
Im August 2016 unterschrieb Sørløkk beim norwegischen Zweitligisten Ranheim IL einen Vertrag bis Ende 2019 und erhielt dort die Trikotnummer 17. Sein Debüt in der 1. Division, der zweithöchsten Spielklasse in Norwegen, feierte er am 24. August 2016; bei der 0:2-Heimniederlage gegen Sandnes Ulf wurde er in der 63. Spielminute eingewechselt. Sein erstes Tor für seinen neuen Klub erzielte er am 2. Oktober 2016; beim Auswärtsspiel beim Fredrikstad FK erzielte er den Treffer zum 5:1, am Ende feierte Ranheim einen 7:1-Auswärtssieg. Er beendete seine erste Saison mit Ranheim auf Platz 9. In seiner zweiten Saison brachte er es auf 21 Einsätze in der OBOS-Liga, wobei er nur 571 Spielminuten sammelte. In der zweiten Mannschaft schoss er in elf Spielen zehn Tore. Ranheim schloss die reguläre Saison auf Platz 4 ab und qualifizierte sich somit für die Aufstiegsspiele zur Eliteserie. Er stand in jedem der vier Spiele in der Startelf und konnte nach dem Sieg im Elfmeterschießen (6:4) über Sogndal IL den Aufstieg in die Eliteserie feiern. Sein Eliteserien-Debüt feierte Sørløkk am 2. April 2018 beim 4:1-Heimsieg gegen Stabæk Fotball; er konnte die ersten 56 von 510 Eliteserienminuten in seiner ersten Saison sammeln. Nach dem Debüt folgten 16 weitere Partien in der Liga sowie vier Begegnungen im Pokal, wo er auch einen Treffer erzielte. Nachdem er in der Eliteserien 2019 nur auf sechs Kurzeinsätze gekommen war, wurde er Ende August 2019 zum Drittligisten IL Stjørdals-Blink ausgeliehen. Dort erzielte er in neun Spielen fünf Tore. Zur Saison 2020 kehrte Sørløkk zu Ranheim zurück. Nach dem Abstieg spielte man in der OBOS-Liga 2020. Zwar spielte Sørløkk in 21 Spielen (2 Treffer), kam im Saisonendspurt aber nicht mehr zum Einsatz. Auch in den nach Platz 4 erreichten Aufstiegsspielen kam Sørløkk nur auf fünf Einsatzminuten in zwei Spielen. Ranheim scheiterte am Ziel Wiederaufstieg nach einer 1:3-Niederlage gegen Sogndal IL.
Im Januar 2021 wurde Sørløkks Wechsel zu Ullensaker/Kisa bekannt gegeben. Dort fungierte er fortan als Mittelstürmer. In seiner ersten Saison absolvierte er 27 Partien in der Liga (6 Tore) und zwei Partien im Pokal mit einem Tor. Nach dem Abstieg blieb er seinem neuen Klub treu und ging somit in der Saison 2022 in der dritthöchsten Liga an den Start. In 26 Spielen erzielte er 20 Tore und im Pokal in drei Spielen ein Tor. In der Relegation zur 1. Division scheiterte man an Arendal Fotball. Nachdem er die Hinrunde 2023 noch bei Ull/Kisa absolvierte und für den Klub in neun Spielen fünf Tore schoss, wechselte er im Sommer nach Fredrikstad und unterschrieb einen Vertrag bis 2025.

## Erfolge
- Norwegischer Pokalsieger – 2024 mit Fredrikstad FK